# Foulques de Neuilly
Foulques de Neully (?-mort el 1201) fou un sacerdot de Neuilly-sur-Marne, (França). Es feu famós per predicar amb entusiasme la crida per la Quarta Croada. És considerat beat per l'Església Catòlica i la seva festivitat se celebra el 2 de març.

## Biografia
Fou sacerdot de la parròquia de Neuilly des del 1191, i fou alumne de Pere Cantor a París. Començà a predicar el 1195 i es guanyà reputació de pietós i eloqüent. El seu discurs se centrava en remoure la consciència de la gent i moltes de les seves denúncies tenien a veure amb els pecats de l'usura i la luxúria. Una altra queixa que feia era el concubinat dels clergues, els quals freqüentment trencaven el vot de castedat.
Es deia que una vegada per renyar el rei Ricard I d'Anglaterra l'aconsellà que «busqués un marit per les que ell deia les seves filles», referint-se als pecats capitals del sobirà: la Supèrbia, l'Avarícia i la Luxúria; i el rei li replicà que els marits apropiats serien els templers, els cistercencs i els bisbes i abats de l'Església.
Les seves qualitats com a predicador arribaren a oïda del papa Innocenci III, el qual l'instà el 1199 a convèncer senyors perquè s'allistessin a la croada. Fou rebut per Simó IV de Montfort i la seva esposa Alix de Montmorency als quals impressionà.
Amb ocasió d'un torneig a Écry-sur-Seine, organitzat pel comte Teobald III de Xampanya el novembre del 1199, Foulques intervingué amb la seva eloqüència i aconseguí que molts dels cavallers presents abracessin la creu i fessin jurament de lluitat a la croada.
Els seus contemporanis l'acusaren d'haver-se apropiat d'una part dels diners recollits per fer la croada. Foulques morí durant el camí, abans que la croada desviés el seu objectiu cap a Constantinoble.